# Flèche wallonne 1984
La Flèche wallonne 1984, 48e édition de la course, a lieu le 12 avril 1984 sur un parcours de 246 km. La victoire revient au Danois Kim Andersen, qui a terminé la course en 6 h 12 min 50 s, devant le Belge William Tackaert et le Néerlandais Heddie Nieuwdorp.
Sur la ligne d'arrivée à Huy, 71 coureurs ont terminé la course. Pour la troisième fois, le mur de Huy est au programme de la course, mais il ne sert pas encore d'arrivée.

## Classement final
| #  | Coureur          | Équipe                   |    | Temps           |
| -- | ---------------- | ------------------------ | -- | --------------- |
| 1  | Kim Andersen     | Coop-Hoonved             | en | 6 h 12 min 50 s |
| 2  | William Tackaert | Fangio-Mavic             | +  | 3 min 39 s      |
| 3  | Heddie Nieuwdorp | AVP-Viditel-Concorde     |    | 3 min 39 s      |
| 4  | Dominique Arnaud | La Vie Claire-Terraillon |    | 3 min 39 s      |
| 5  | Henri Manders    | Kwantum-Decosol-Yoko     |    | 3 min 39 s      |
| 6  | Henk Lubberding  | Panasonic-Raleigh        |    | 4 min 26 s      |
| 7  | Urs Zimmermann   | Cilo-Aufina              |    | 4 min 26 s      |
| 8  | Hubert Linard    | Peugeot-Shell-Michelin   |    | 4 min 28 s      |
| 9  | Phil Anderson    | Panasonic-Raleigh        |    | 5 min 49 s      |
| 10 | Acácio da Silva  | Malvor-Bottecchia        |    | 5 min 49 s      |